# Leonardo (nombre)
Leonardo es un nombre propio masculino de origen germánico, derivado de Lewenhart cuyo significado es: «fuerte como un león».

## Variantes
- Femenino: Leonarda.
- Diminutivo: Leo, Lio, Lenny, Leito, Lein, Leono Lliuna, Nardo, Odranoel (quechua)

| Variantes en otras lenguas | Variantes en otras lenguas   |
| -------------------------- | ---------------------------- |
| Español                    | Leonardo                     |
| Alemán                     | Leonhard, Leonhardt, Lennart |
| Árabe                      | ليوناردو                     |
| Armenio                    | Լեոնարդ (Leonard)            |
| Asturiano                  | Llonardo                     |
| Bosnio                     | Leonardo                     |
| Búlgaro                    | Леонард (Leonard)            |
| Catalán                    | Lleonard                     |
| Checo                      | Lenart                       |
| Chino                      | 莱昂纳多                     |
| Coreano                    | 레오나르도                   |
| Croata                     | Leonard                      |
| Danés                      | Leonardo                     |
| Eslovaco                   | Leonardo                     |
| Euskera                    | Leontxo                      |
| Esloveno                   | Leonardo                     |
| Finlandés                  | Leonardo                     |
| Francés                    | Léonard                      |
| Galés                      | Leonardo                     |
| Gallego                    | Leonardo                     |
| Georgiano                  | ლეონარდო (Leonardo)          |
| Griego                     | Λεονάρδος (Leonárdos)        |
| Holandés                   | Leonardo                     |
| Húngaro                    | Leonardo                     |
| Inglés                     | Leonard                      |
| Irlandés                   | Lionard                      |
| Italiano                   | Leonardo                     |
| Japonés                    | レオナルド                   |
| Latín                      | Leonardus                    |
| Letón                      | Leonards                     |
| Lituano                    | Leonardas                    |
| Noruego                    | Leonardo                     |
| Polaco                     | Leonard                      |
| Portugués                  | Leonardo                     |
| Rumano                     | Leonard                      |
| Ruso                       | Леонард (Leonard)            |
| Sardo                      | Leonardo                     |
| Serbio                     | Леонард (Leonard)            |
| Siciliano                  | Leonardo                     |
| Sueco                      | Lennart                      |
| Ucraniano                  | Леонард (Leonard)            |